# Argaeus II van Macedonië
Argaeus II (Argaios II) (Oudgrieks: Ἀργαῖος Βʹ ὁ Μακεδών), was een koning van Macedonië van 393 tot 392 v.Chr. uit het huis der Argeaden. Hij was een zoon van Archelaus I van Macedonië en kwam samen met zijn broer Pausanias van Macedonië tegen Amyntas III van Macedonië in opstand. Met behulp van de Illyriërs verjoeg hij Amyntas III waarna hij de troon besteeg. Hij regeerde niet lang, want Amyntas organiseerde een tegenaanval met de hulp van Thessalië en heroverde de troon, waarna Argaeus en zijn broer verbannen werden. Uiteindelijk stuurde Athene hem met een vloot en een leger naar Macedonië om de troon te heroveren, de expeditie werd echter een ramp en Argaeus werd verslagen en gevangengenomen.